# Örenäs slot
Örenäs slot (svensk: Örenäs slott) er et slot nær Glumslöv i  Landskrona stad tæt på Øresunds-kysten i Skåne i Sverige.
Örenäs ligger lige ovenfor fiskerlejet Ålabodarna. Slottet og de omkringliggende bygninger har over 100 værelser, en stor restaurant og 10 konferencelokaler.

## Historie
I 1867 købte herredshøvding August Anderberg nedre Glumslöv nr. 7 og opførte en bygning. Ejendommen blev kaldt Mariehill efter hans kone. Han anlagde en park med tropiske træer og buske. Efter hans død blev ejendommen købt af grevinde Constance Wachtmeister og omdøbt til Maryhill. Da hun flyttede til udlandet i 1890'erne, blev Maryhill købt af grev Fredrik Arvidsson Posse. Hans datter forfatteren Amelie Posse har beskrevet sin opvækst i Maryhill i bogen I begyndelsen var lyset.
Sukkerfabrikant Carl Tranchell fra Landskrona købte Maryhill af familien Posse. Han opførte det nuværende slot i løbet af 1. verdenskrig og gav det navnet Örenäs slot. Efter Tranchells død i 1919 købte Fredrik Bonde slottet i 1924 og boede der til 1939. Det solgtes nu til Skånes fagforeninger, der åbnede det som kursus- og feriehotel. Under 2. verdenskrig var der en tid flygtningeforlægninger fra Danmark og Estland og i efterkrigstiden også for polske og tjekkiske flygtninge. I 1970 blev slottet renoveret og blev kursus- og konferencecenter crevet af rejsebureauet RESO. I 1992 solgte RESO slottet til Svensk LO, der driver det som en moderne konference- og hotelvirsomhed.
I 2024 er slottet med tilhørende bygninger overtaget og ombygget af ESS group og er nu spa hotel 